# Niilo Halonen
Niilo Halonen (Kouvola, Finlândia; 25 de dezembro de 1940 – 17 de agosto de 2025) foi um esquiador finlandês especialista em salto de esqui.

## Carreira
Em nível de Jogos Olímpicos de Inverno participou de duas edições, a primeira delas foi em Squaw Valley 1960, onde conquistou a medalha de prata, sendo superado apenas por Helmut Recknagel da Equipe Alemã Unificada, enquanto Otto Leodoter da Áustria ficou com a medalha de bronze.
Sua segunda participação foi em Innsbruck 1964, onde na modalidade normal terminou na 16ª posição entre 54 participantes, enquanto na modalidade grande colina terminou na 14ª posição entre 52 participantes.
Em nível de Copa do Mundo conquistou a medalha de prata em 1960 em Squaw Valley e, dois anos depois, a medalha de bronze em Zakopane na modalidade grande colina.